# Leudal

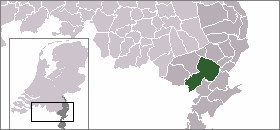
Lokalizacja na mapie regionu i kraju

Leudal – gmina w prowincji Limburgia w Holandii. Zajmuje powierzchnię 164,86 km², a jej teren zamieszkuje 36.859 osób.
Miejscowości:
- Baexem
- Buggenum
- Ell
- Grathem
- Haelen
- Haler
- Heibloem
- Heythuysen
- Horn
- Hunsel
- Ittervoort
- Kelpen-Oler
- Neer
- Neeritter
- Nunh